# Rivière de la Descente des Femmes
Pour les articles homonymes, voir Femme (homonymie).
La rivière de la Descente des Femmes est un affluent de la rive nord de la rivière Saguenay. Ce ruisseau coule dans la municipalité de Sainte-Rose-du-Nord, dans la municipalité régionale de comté (MRC) du Fjord-du-Saguenay, dans la région administrative du Saguenay–Lac-Saint-Jean, au Québec, au Canada.
La route 172 (route de Tadoussac) coupe la rivière de la Descente des Femmes à 3,4 km en amont de son embouchure. La rue de la Descente-des-Femmes et la rue du Quai desservent la partie inférieure de cette vallée. La partie supérieure de la vallée est desservie par une route forestière,,.

## Géographie
Les principaux bassins versants voisins de la rivière de la Descente des Femmes sont :
- côté nord : rivière Sainte-Marguerite, ruisseau des Monts, ruisseau Droit ;
- côté est : ruisseau à la Mine, ruisseau Rouge, lac Travers, ruisseau Fortin, rivière Sainte-Marguerite, rivière Saguenay ;
- côté sud : rivière Saguenay ;
- côté ouest : ruisseau Neil, Grand lac Saint-Germains, lac Laurent, ruisseau des Îles, ruisseau Glissant, ruisseau du Moulin, ruisseau à Cléophe, rivière aux Foins, rivière aux Outardes[2].

La rivière de la Descente des Femmes prend sa source au Troisième lac de la Petite Rivière (longueur : 0,14 km ; altitude : 381 m). L'embouchure de ce lac est située à : 2,1 km au sud du cours de la rivière Sainte-Marguerite, 4,8 km au nord de la route 172, 6,9 km au sud-est de l'embouchure de la rivière de la Descente des Femmes (confluence avec la rivière Saguenay).
À partir du lac de tête, le cours de la rivière de la Descente des Femmes descend sur 10,2 km selon les segments suivants :
- 0,9 km vers le sud en traversant le Deuxième lac de la Petite Rivière (longueur : 0,4 km ; altitude : 262 m), jusqu'à l'embouchure du dernier ;
- 1,0 km vers l'est, puis vers le sud en traversant sur 0,4 km le Premier lac de la Petite Rivière (longueur : 0,5 km ; altitude : 247 m), jusqu'à son embouchure ;
- 2,1 km vers le sud jusqu'à la décharge (venant de l'ouest) du lac à Charles ;
- 2,8 km vers le sud en courbant vers l'est, jusqu'à la route 172 ;
- 3,4 km vers le sud dans une vallée encaissée notamment en traversant le rapide Vert, jusqu'à l'embouchure de la rivière[2].

L'embouchure de la rivière de la Descente des Femmes se déverse au fond de l'anse de la Descente des Femmes (longueur : 0,4 km) sur la rive nord de la rivière Saguenay. Cette confluence de la rivière est située à :
- 47,1 km à l'ouest de l'embouchure de la rivière Sainte-Marguerite ;
- 1,2 km au nord-est du centre du village de Sainte-Rose-du-Nord ;
- 37,3 km au nord-est du centre-ville de Saguenay ;
- 70,3 km à l'ouest de l'embouchure de la rivière Saguenay[2].

À partir de son embouchure, le courant suit le cours de la rivière Saguenay qui se dirige vers l'est, jusqu'à la hauteur de Tadoussac où il conflue avec le fleuve Saint-Laurent.

## Toponymie
Le toponyme « Descente des Femmes »
est indiqué en 1801 dans le journal de Neil McLaren, commis au poste de Chicoutimi de la compagnie de la Baie d'Hudson. En 1828, il est aussi signalé dans un rapport de l'arpenteur Joseph Hamel. Selon les écrits de ce dernier, ce lieu ferait référence à une aventure mélancolique de plusieurs Amérindiens qui se sont retrouvés réduits à la famine en parcourant les bois pour faire la chasse. Ils envoient donc leurs femmes pour chercher du secours et elles se sont retrouvées au lieu maintenant connu sous le nom d'Anse de la Descente des Femmes.
Ce toponyme a d'abord été attribué à l'anse et au ruisseau, puis au lieu habité, qui le conserve jusqu'en 1942, alors que la municipalité adopte officiellement le nom Sainte-Rose-du-Nord. Quelques autres hypothèses ont été formulées quant à l'origine du nom de l'anse, dont deux relèvent de la légende. D'abord, la tradition orale rapporte que les Innus descendaient la rivière Sainte-Marguerite avec femmes et bagages. Évitant un passage difficile, les femmes suivaient un portage le long de la petite rivière menant à l'actuelle anse de la Descente des Femmes. Le groupe se reformait ensuite à l'anse après que les hommes eurent atteint, environ 50 km en aval, l'embouchure de la Sainte-Marguerite. Le second récit, le plus répandu, met en cause trois femmes innues qui, brouillées avec leurs maris, avaient déserté leurs tentes au milieu de la nuit. Au lieu d'emprunter le portage habituel vers Pessamit, elles s'engagèrent plutôt dans la direction opposée ; au bout de deux jours de marche ardue en forêt dans la crainte de mauvaises rencontres, elles remettaient finalement leur embarcation à l'eau à l'endroit dénommé depuis la Descente des Femmes. Suivant la légende la plus admise, des femmes innues attendaient le retour des hommes qui rentraient de la pêche sur les hauteurs surplombant l'anse Théophile, jadis l'anse du Milieu. Elles allaient les rejoindre en se laissant glisser le long d'une pente peu abrupte, évitant ainsi d'emprunter des sentiers trop tortueux,.
Le toponyme rivière de la Descente des Femmes a été officialisé le 5 décembre 1968 à la Banque des noms de lieux de la Commission de toponymie du Québec.